# Cajati
Cajati este un oraș în São Paulo (SP), Brazilia.